# جزایر ویندمیل
جزایر ویندمیل (انگلیسی: Windmill Islands) مجموعه‌ای از جزایر سنگی در سرزمین جنوبی است که با عرض حدود ۱۱٫۱ کیلومتر در موازات ساحل سرزمین ویلکز و در ۳۱٫۵ کیلومتری شمال یخچال وادرفورد در راستای ساحل شرقی خلیج وینسنس قرار دارد.